# Jennifer Jones (sportiv)
Jennifer Jones (n. 7 iulie 1974, Winnipeg, Manitoba, Canada) este o avocată ce a reprezentat Canada, medaliată olimpică. A participat la 2 ediții ale Jocurilor Olimpice (2014, 2022) în care a câștigat o medalie de aur.